# 気候変動による水循環の増強

地球温暖化の程度（棒グラフの赤色が濃いほど大）にともない、上から順に豪雨（10年値）、干ばつ（10年値）、熱波（10年値）、同（50年値）が産業革命以前の時代の何倍起こるか（横軸）を示した図。

気候変動による水循環の増強（きこうへんどうによるみずじゅんかんのぞうきょう）は深刻で少なくとも1980年から観測されている:1079。水循環は地球規模の気候システムや海洋循環において不可欠な役割を果たしている。気候変動は淡水資源の管理と利用可能性への重大な悪影響要因であり、海洋・氷床・大気・土壌水分といった他の水の貯蔵にも影響する。大気中の温室効果ガスの増加は、地表（陸・海・氷）と下層大気（対流圏）の温度を上げ、地表からの水蒸発を促進し大気中の飽和水蒸気圧を増大させる。その結果上空に存在可能な水分量の上限を引き上げ豪雨を引き起こす。   

水循環の全体図

正反対に、温暖化は乾燥気象も深刻化させる。大気循環パターンも変化させ、こうした異常気象が起こる地域や頻度も変化する。世界の大部分において水循環の変動性とそれに伴う極端な異常気象は、すべての気候変動シナリオにおいて急速に増加すると予想されている:85。

## 水循環増強メカニズム
水循環とはある場所での水分の蒸発が他の場所での降水（雨または雪）につながる仕組みである。例えば海上では蒸発量が降水量を常に上回るため、大気によって海から陸へ水分が運ばれ、そこでの降水量が蒸発散量を上回るようになる。陸上からの流出水は河川を経て海へ流れ込み、地球規模の水循環が完結する。水循環は地球のエネルギー循環における重要な要素でもあり、地表での蒸発冷却によって大気に潜熱を供給することで、熱を上空へ運ぶ主な役割を担っている。
水がどれだけ利用できるかは、余分な熱がどこへ行くかを左右する。水が豊富（例えば海や熱帯地方）なら余分な熱は主に蒸発に使われ、そうでない（例えば陸上の乾燥地域）なら空気の温度上昇に使われる。したがって気温上昇は北極圏（極域増幅）および陸上で顕著になり、海や熱帯地方ではそうならない。
また大気の水分保持能力は温度上昇とともに増加する。何故なら熱力学の基本法則（クラウジウス・クラペイロンの式）により、大気中の飽和水蒸気圧は気温が1℃上昇すると7%増加するからである。この関係は、衛星、ラジオゾンデ、地上観測所による対流圏水蒸気の実測により確認されている。IPCC第5次評価報告書（AR5、2014年）は過去40年間で対流圏の水蒸気量が3.5%増加したと結論付けており、これは観測された0.5℃の温暖化と合致している。したがって温室効果ガスの増加による温暖化そのものが大気を介した水循環増強の根本的な原因となる。
地球温暖化は、気候システム内のエネルギー循環を活発化させ地球規模の水循環を増強する。これには何よりもまず大気中の飽和水蒸気圧の上昇が含まれ、これが降水パターンの頻度および強度、ならびに地下水および土壌水分の変化をもたらしている。これらの変化をまとめて「水循環の激化および加速」と呼ぶことが多く:xvii、その結果干ばつ・洪水・熱帯低気圧・氷河後退・積雪・氷詰まり・異常気象などが起こる。
人間活動が水循環に与える影響は、海面塩分濃度と海上の「降水量マイナス蒸発量（P–E）」パターン（すなわち水収支バランス）を分析することで観測可能で、いずれも増加している:85。1950～2000年の海面塩分濃度に基づく2012年の研究は、塩分濃度の高い地域はより塩辛く、淡水の多い地域はより淡水化するという、増強された地球水循環の予測を裏付けた。

## 観察と予測

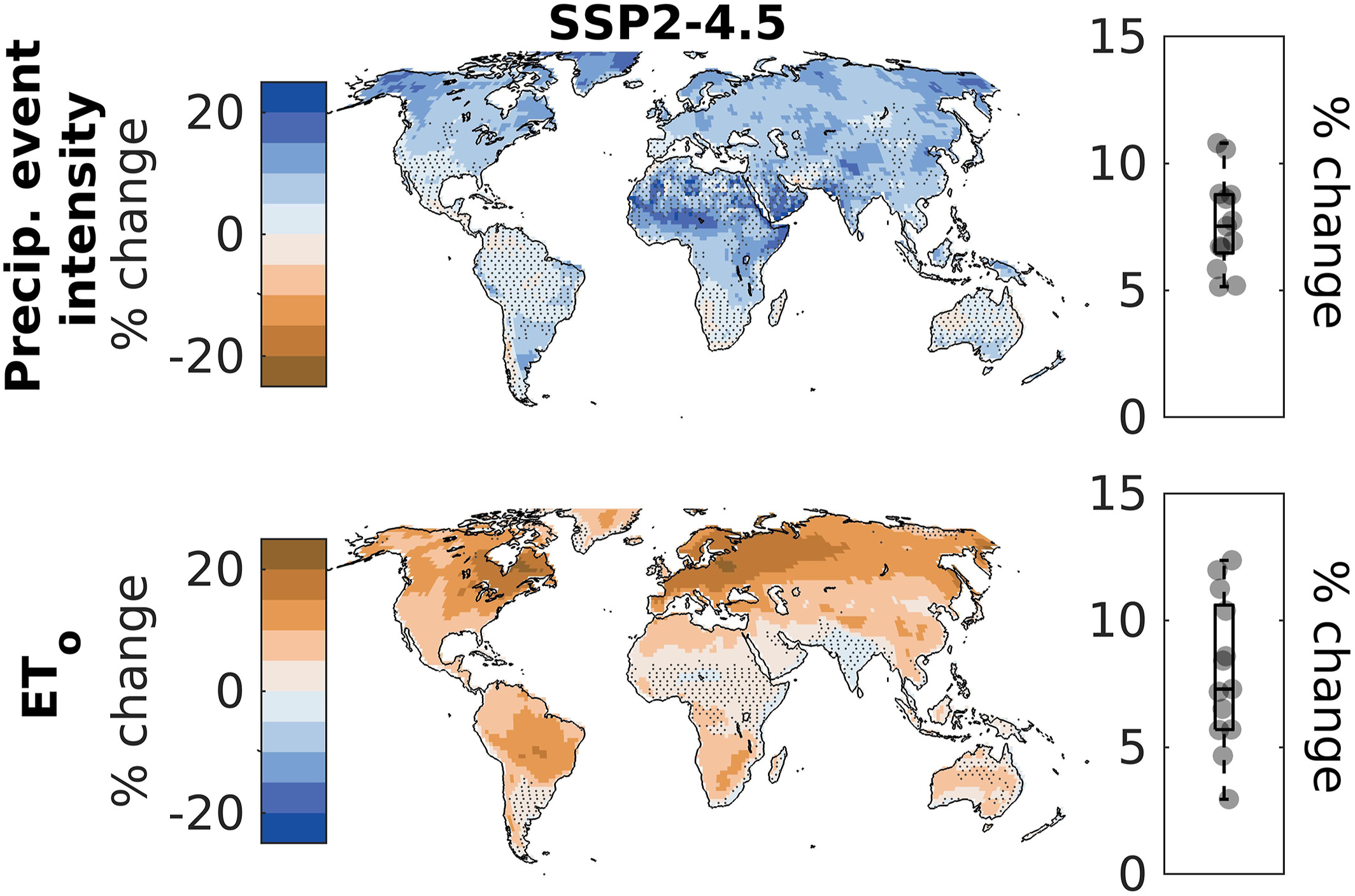
SSP2-4.5シナリオにおける降水イベントの強度および蒸発散の予測変化。

20世紀半ば以降、人為的な気候変動により地球規模の水循環には観測可能な変化が生じてきた。IPCC第6次評価報告書（2021年）は”高い確度”で、熱帯および温帯低気圧に関連する豪雨や大気中の水分輸送が激化するとし、これらの変化が世界的にも地域的にも今後さらに顕著になると予測している。同報告書によると:85：
- 1950年以降、陸上での降水量は増加しており、1980年代以降および高緯度地域でその増加率は加速している。
- 大気中の水蒸気（特に対流圏中）は少なくとも1980年代以降増加している。
- 21世紀を通じて、地球表面気温上昇により陸上の年間降水量は増加すると予測される。

2024年世界気象機関（WMO）は、気候変動が2023年に水循環を深刻に不安定化させ、降水と干ばつの両方が激化したと総括した。世界の河川は少なくとも過去30年で最も乾燥した年であり、多くの主要流域（ミシシッピ川、アマゾン川、ガンジス川、ブラマプトラ川、メコン川など）が干上がり、3年連続で世界の50%以上の河川流域で通常以下の流量となった。アメリカとヨーロッパは農業に重大な影響を及ぼす深刻な干ばつに見舞われた。その一方でアフリカは洪水に見舞われた。リビアの洪水では人口の約4分の1が被害にあい、アフリカの角では洪水により1600人以上が死亡した。しかし2024年ナミビアでは過去数十年で最悪の干ばつに見舞われ、飢えに直面している人々の食糧とするためカバ・バッファロー・インパラ・ゾウ・オグロヌー・エランド・シマウマなど野生動物700頭以上が犠牲になった。
洪水と極端気象によりインフラや建築物に深刻な被害が発生した。中国では400億ドル以上の損失が出た。氷河は600ギガトン以上の水を失い過去50年で最大の氷損失となり、すべての氷河地域で2年連続で氷が失われた。
日本でも、年間総降水量は減少傾向であっても集中豪雨など極端な降雨が頻繁に発生する傾向にあり、年によっては洪水や、逆に農業などに大損害をもたらすほどの水不足が引き起こされている。　気象庁によると2024年正月の大震災被害からの復興にまだほど遠い能登半島を2024年9月に記録的豪雨が襲ったのは、地球温暖化の影響であるとしている。これは シミュレーションによると、日本海南部の海水温は当時平年より4.5°Cも高い海洋熱波状態であったところへ黄海上にあった台風14号から大量の水蒸気が供給された結果である。
一方冬季も以前より北上した暖流により供給される水蒸気が、偏西風の蛇行により以前より南下した北極寒気とぶつかることにより豪雪となる。　たとえ温暖化で冬季降雪量が全体としては減少傾向であっても「集中豪雪」が頻発する。2025年2月3日帯広市の積雪量はほぼゼロであったのが、その日夜半から極端な大雪が降り翌朝9時の積雪量は129センチメートルにも達した。

### 地域の気象パターンの変化

地球温暖化2℃のシナリオにおける平均土壌水分の予測変化^{:Page SPM22}。ここで土壌水分が1標準偏差減少するということは、その地点における土壌水分が1850〜1900年の間で9番目に乾燥した年とほぼ一致することを意味し、農業および生態系を崩壊させうる。

地球全体の地域的な気象パターンも、熱帯の海洋温暖化によって変化している。インド・太平洋暖水塊は近年急速に温暖化および拡大しており、その主な原因は化石燃料の燃焼による二酸化炭素排出の増加である。この暖水塊は1900〜1980年の間2200万平方キロメートルであったが、1981〜2018年は4000万平方キロメートルへとほぼ倍に拡大した。この拡大は、熱帯地方における最も支配的な気象変動モードであるマッデン・ジュリアン振動（MJO）のライフサイクルを変化させ、世界の降水パターンを変動させた。

### 急激な変化が起こる潜在性
水循環には、突発的な（急激な）変化を引き起こしうる特性がいくつか存在する。急激な変化とは過去にはなかったほどの急速に生じる変化を指し、すなわち気候応答が線形でないことを意味する:1148。海・大気・陸の間での非線形な相互作用により、湿潤状態と乾燥状態の間の急激な転換が起こりうる。 
例えば大西洋子午面循環（AMOC）が崩壊すると、水循環には地域的に大きな影響が及びうる:1149。水循環の急変はまた陸上の変化によっても起こり得る。たとえばアマゾンの森林伐採と乾燥、サヘル地域の緑化、砂塵による干ばつの増幅は、いずれも寄与する可能性がある。地球温暖化の緩和を目的としての太陽放射修正の開始または終了の際も、水循環に急激な変化を引き起こす可能性がある:1151。 
このような水循環の急激な変化が起こる可能性についての科学的理解は、現時点では明確ではない:1151。こうした変化が21世紀中に起こる可能性は、現在のところ低いとされているものの:72、人為的活動による水循環の突然の変化が起こる可能性は、現時点の科学的知見において否定できない。

## 測定とシミュレーションの技術

### 降水の断続性
気候モデルは水循環をうまくシミュレーションできていない。その一因は降水が本質的に断続的であるためである:50。人々は「降水量」という言葉を「降水の総量」と同義としがちで、多くの場合で平均降水量のみで雨を考える。。しかし地球の降水パターンの変化を説明する際に重要なのは総量だけではなく、強度（どれだけ激しいか）・頻度（どれだけ頻繁か）・持続時間（どれだけ続くか）・種類（雨か雪か）などの詳細である:50 。降水の極端現象を説明するのに重要なのは強度と頻度であり、気候モデルではそれらを扱うのは難しい。

### 対流許容モデルによる気象異常の予測
従来の気候モデルにおける対流の表現は、これまでアフリカの極端気象を正確にシミュレーションする能力を制限しており、気候変動の予測の妨げとなっている。対流許容モデル（CPMs）は、熱帯の対流の日周期・雲の鉛直構造・および湿潤対流と収束や土壌水分とのフィードバックの結合（サヘル地域）をよりよくシミュレーションできる。アフリカ全域を対象とした（格子間隔4.5キロメートルの）対流許容モデルでは、西アフリカおよび中央アフリカの雨季における乾燥期間の長さが将来的に増加すると示されている。対流のより正確な表現に基づき、アフリカにおける降水と乾燥の両極端の変化すなわち異常気象の両極端がより深刻になりうると結論づけられている。
対流許容モデルの利点は他の地域でも実証されており、降水構造や極端現象のより現実的な表現が可能になっている。

### 海洋塩分濃度の変化

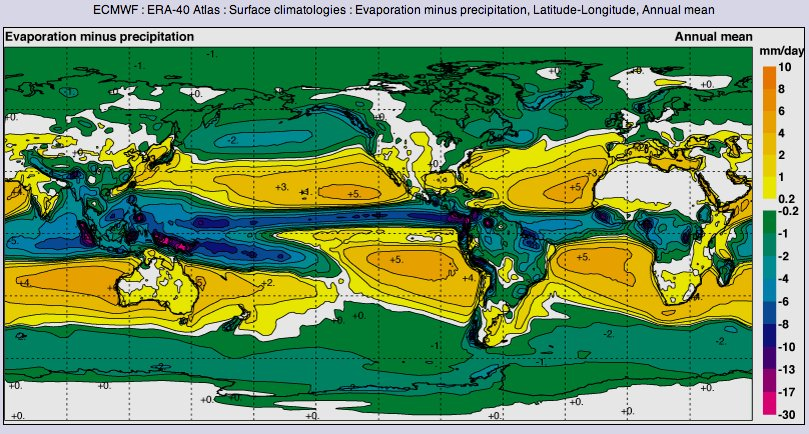
降水量から蒸発量を差し引いた年間平均の分布。赤道周辺地域は降水支配的（青）、亜熱帯地域は蒸発支配的（オレンジ）であることを示している。

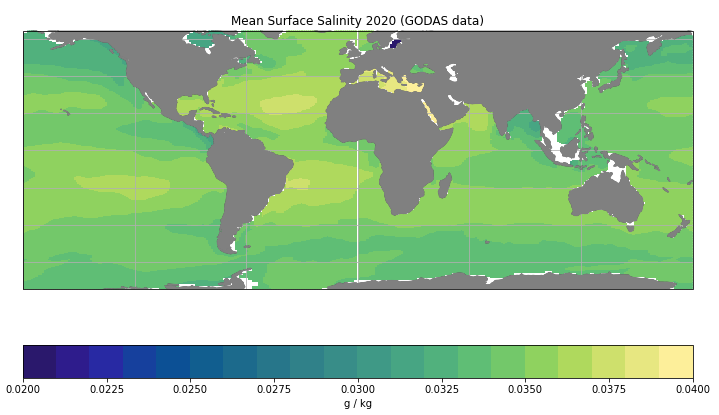
海洋表層の塩分濃度の全地球分布。蒸発が支配的である亜熱帯地域が相対的に塩分濃度が高く（黄色）、熱帯および高緯度地域は塩分濃度が低い（緑）。上の地図と比較すると、塩分濃度が高い地域は蒸発が支配的な領域と一致し、塩分濃度が低い地域は降水が支配的な領域と一致している。

熱塩循環は、深海から冷たく栄養豊富な水を海面へと運ぶプロセス（湧昇）を担っている。温暖化下で氷床や氷河の融解により海洋に流入する淡水量が増えると熱塩循環のパターンが変化し、海洋の塩分濃度も変化しうる。
海水中の塩分濃度を英語ではsalinityというがここでは海水塩濃度と呼ぶ。塩分は蒸発しないため、淡水の降水と蒸発が海水中に残留する塩濃度に強く影響を与える。ゆえに水循環の変化は海面塩分測定に強く現れることが1930年代から知られている。
表層塩分濃度を使用する利点は、たとえばARGOのような現地観測システムにより、過去50年間にわたってよく記録されている点である。もう一つの利点は、海洋塩分が非常に長期的に安定しているため、人為的な影響による小さな変化を追跡しやすいことである。海洋塩分濃度は地球上に一様に分布しておらず、地域ごとの違いが明確なパターンとして表れている。熱帯地域は比較的淡水が多く降水によって支配されている。亜熱帯地域は蒸発が支配的であるため塩分濃度が高くこれらの地域は「砂漠緯度」とも呼ばれている　（この緯度の陸地にはサハラ砂漠・ナミブ砂漠・オーストラリアの砂漠が広がっている）。両極域に近い緯度では再び塩分濃度が低くなり、地球上最も低い値が観測される。これはこの地域での蒸発が少なく海への淡水流入（氷の融解）が多いことによる。
長期的な観測記録は明確な傾向を示しており、塩分濃度の高い地域はさらに高くなり低い地域はさらに低くなっている 。すなわち塩分濃度の高い地域は蒸発が支配しており、塩分の増加は蒸発がさらに増加していることを示している。同様に塩分濃度の低い地域では降水がさらに増加していることを示している。この空間的なパターンは、蒸発量から降水量を差し引いたパターンと類似しており、塩分量パターンの増幅は、水循環が増強されていることの間接的な証拠である。
海洋の上部2000メートルの表層における高塩分・低塩分地域の差異を示す指標が「SC2000メトリック」である。この指標の観測値は加速しており、1960年から1990年までには1.9±0.6%、1991年から2017年には3.3±0.4%増加している。一方でこのパターンの増幅は海面下では弱い。これは海洋温暖化により表層の成層が強まり、その下の層は依然として冷涼な気候との平衡状態にあるためと解釈される。従って表層での増幅は従来のモデルが予測したよりも強くなっている。
衛星観測は、1994年から2006年の間に世界の海洋への淡水流入量が18%増加したことを示しており、これは主にグリーンランドをはじめとする氷床の融解および全地球の海洋蒸発の増加によって駆動される降水の増加によるものである。2011年6月に打ち上げられたSAC-D衛星「アクエリアス」は、全地球の海面塩濃度を測定した。
海洋塩分と水循環との関係をさらに調査するために、モデルが現在の研究において大きな役割を果たしている。全球気候モデル（GCM）や、最近では大気-海洋結合大循環モデル（AOGCM）が、全地球的な循環と水循環の増強などの変化の影響をシミュレーションしている。これらモデルに基づいた複数の研究は、表層塩分濃度の変化と、蒸発量から降水量を差し引いた量の変化との関係を支持している。

## 水の安全保障への影響
気候変動に起因する水関連の影響は集中豪雨・洪水の頻度・強度・規模を増大し、水の安全保障に日常的な影響となる。反対に干ばつは淡水・地下水の貯留量を減少させ、地下水涵養を減らす。異常気象による水質の低下も発生しうる: 558 。氷河の融解がより急速になることもある。
気候変動は水の安全保障を確保することをより複雑かつ高コストにし、また水循環の変化は将来の変動性に関する不確実性を大きくし、将来の水インフラへの投資の適正な計画を困難にする。このことが社会を水循環に関連するリスクに対し脆弱にし、水の安全保障を低下させる:vII。

### 洪水
一般的には気候変動の下では豪雨の増加により、洪水は発生した場合より深刻になる可能性が高い:1155。しかし降雨と洪水の相互作用はそう単純ではなく一部の地域では洪水が逆に稀になるとも予測されており、これは降雨・雪解けの変化や土壌の水分量など複数の要因に依る:1156。例えば気候変動により土壌が乾燥する一部の地域では雨水がより早く吸収され洪水のリスクが減る。しかしながらその一方で、乾燥した土壌が硬くなると雨水が吸収されず地表を流れて、洪水リスクが逆に高まる場合もありうる:1155。

### 地下水
気候変動の地下水への影響は、主に蒸発散量の増加を通じて灌漑用水需要に間接的に影響することが最大のものとなる可能性がある:5。世界の多くの地域で地下水の貯留量が減少しているのは、乾燥地帯において地下水の灌漑需要が増加しているからである:1091。この増加の一部は、水循環に対する気候変動の影響によって悪化した水不足に起因した可能性がある。人間活動による水の直接的な再配分は年間約24,000立方キロメートルに達しており、これは世界の年間地下水涵養量のおよそ2倍である。
気候変動は水循環に変化をもたらし、貯留量の減少・涵養量の減少・極端な気象による水質の劣化など地下水に多様な影響を与える:558。熱帯地域では強い降雨や洪水によって、一見では地下水の涵養が増加するように見える:582。しかし気候変動が地下水に与える正確な影響は単純ではなく、空間的・時間的な変化、地下水の採取量、涵養プロセスの数値表現などのデータが不足しているため、依然として全容を掴むには至っていない:579。地球温暖化の下でより激しい（が回数が少ない）大雨が予測されており、多くの環境で地下水涵養の増加をもたらす可能性があっても:104、より深刻な干ばつが土壌を乾燥・圧縮させ、地下水への浸透を減少させる可能性もある。

### 水不足・干ばつ・砂漠化
国連食糧農業機関（FAO）は、2025年までに19億人が絶対的な水不足の国や地域に生活することになり、世界人口の3分の2が水ストレス状態に置かれうると述べている。世界銀行は、気候変動が将来の水の利用可能性および利用パターンを根本的に変える可能性があり、それにより水ストレスおよび水の安全保障の問題が地球規模で悪化するとしている。
温暖化は世界の多くの地域で干ばつの深刻さと頻度を高めている:1057。干ばつは中米・アマゾン・西部および南部南アメリカ・西部および南部アフリカ・地中海地域・南西オーストラリアなど世界の多くの地域で悪化すると予測されている:1157。降雨量が比較的安定している地域でも気温の上昇は蒸発を増加させ、土壌を乾燥させ、農業が被害を受け:1157、これには中部および北部ヨーロッパが含まれる。気候変動が緩和されない場合、2100年までに世界の陸地の約3分の1が中程度以上の干ばつを経験すると予測されている:1157 。アグロフォレストリーなどによる土地の回復は干ばつの影響を軽減するのに役立つ。
乾燥地帯は陸地の41%・農地の45%を占めており、気候変動と土地利用の変化に対し脆弱であり砂漠化の脅威にさらされている。砂漠化に関する研究は複雑でありすべての側面を定義できる単一の指標は存在しないが、2020年に地球温暖化・気候の自然変動・二酸化炭素肥沃化効果・土地利用による緩慢および急激な生態系の変化を考慮した、観測ベースの砂漠化の原因帰属研究が行われた。この研究によれば、1982年から2015年の間に、世界の乾燥地の6%が人為的気候変動と持続不可能な土地利用により砂漠化した。地球規模での平均的な緑化傾向にもかかわらず、人為的な気候変動は乾燥地帯の12.6%（543万平方キロメートル）を劣化させ砂漠化を促進し、2億1300万人に影響しその93%は開発途上国の人々であった。地球の乾燥地帯の面積は20世紀末には38%であったが、中程度温暖化シナリオRCP4.5および高温暖化シナリオRCP8.5の場合、21世紀末までにそれぞれ50%および56%に増加し、乾燥地帯は主に北米南西部・アフリカ北縁部・南部アフリカ・オーストラリアなどで拡大すると予測されている

## 引用
1. ↑  IPCC, 2021: Summary for Policymakers. In: Climate Change 2021: The Physical Science Basis. Contribution of Working Group I to the Sixth Assessment Report of the Intergovernmental Panel on Climate Change [Masson-Delmotte, V., P. Zhai, A. Pirani, S.L. Connors, C. Péan, S. Berger, N. Caud, Y. Chen, L. Goldfarb, M.I. Gomis, M. Huang, K. Leitzell, E. Lonnoy, J.B.R. Matthews, T.K. Maycock, T. Waterfield, O. Yelekçi, R. Yu, and B. Zhou (eds.)]. Cambridge University Press, Cambridge, United Kingdom and New York, NY, US, pp. 3−32, doi:10.1017/9781009157896.001.
2. ↑  Douville, H., K. Raghavan, J. Renwick, R.P. Allan, P.A. Arias, M. Barlow, R. Cerezo-Mota, A. Cherchi, T.Y. Gan, J. Gergis, D.  Jiang, A.  Khan, W.  Pokam Mba, D.  Rosenfeld, J. Tierney, and O.  Zolina, 2021: Water Cycle Changes. In Climate Change 2021: The Physical Science Basis. Contribution of Working Group I  to the Sixth Assessment Report of the Intergovernmental Panel on Climate Change [Masson-Delmotte, V., P. Zhai, A. Pirani, S.L. Connors, C. Péan, S. Berger, N. Caud, Y. Chen, L. Goldfarb, M.I. Gomis, M. Huang, K. Leitzell, E. Lonnoy, J.B.R. Matthews, T.K. Maycock, T. Waterfield, O. Yelekçi, R. Yu, and B. Zhou (eds.)]. Cambridge University Press, Cambridge, United Kingdom and New York, NY, US, pp. 1055–1210, doi:10.1017/9781009157896.010.
3. 1 2  IPCC (2013). Climate Change 2013: The Physical Science Basis. Contribution of Working Group I to the Fifth Assessment Report of the Intergovernmental Panel on Climate Change. [Stocker, T.F., D. Qin, G.-K. Plattner, M. Tignor, S.K. Allen, J. Boschung, A. Nauels, Y. Xia, V. Bex and P.M. Midgley (eds.)]. Cambridge University Press
4. ↑  Trenberth, Kevin E.; Smith, Lesley; Qian, Taotao; Dai, Aiguo; Fasullo, John (2007-08-01). “Estimates of the Global Water Budget and Its Annual Cycle Using Observational and Model Data”. Journal of Hydrometeorology 8 (4):  758–769. Bibcode: 2007JHyMe...8..758T. doi:10.1175/jhm600.1.
5. 1 2 3 4 5 6 7 8  Arias, P.A., N. Bellouin, E. Coppola, R.G. Jones, G. Krinner, J. Marotzke, V. Naik, M.D. Palmer, G.-K. Plattner, J. Rogelj, M. Rojas, J. Sillmann, T. Storelvmo, P.W. Thorne, B. Trewin, K. Achuta Rao, B. Adhikary, R.P. Allan, K. Armour, G. Bala, R. Barimalala, S. Berger, J.G. Canadell, C. Cassou, A. Cherchi, W. Collins, W.D. Collins, S.L. Connors, S. Corti, F. Cruz, F.J. Dentener, C. Dereczynski, A. Di Luca, A. Diongue Niang, F.J. Doblas-Reyes, A. Dosio, H. Douville, F. Engelbrecht, V.  Eyring, E. Fischer, P. Forster, B. Fox-Kemper, J.S. Fuglestvedt, J.C. Fyfe, et al., 2021: Technical Summary. In Climate Change 2021: The Physical Science Basis. Contribution of Working Group I to the Sixth Assessment Report of the Intergovernmental Panel on Climate Change [Masson-Delmotte, V., P. Zhai, A. Pirani, S.L. Connors, C. Péan, S. Berger, N. Caud, Y. Chen, L. Goldfarb, M.I. Gomis, M. Huang, K. Leitzell, E. Lonnoy, J.B.R. Matthews, T.K. Maycock, T. Waterfield, O. Yelekçi, R. Yu, and B. Zhou (eds.)]. Cambridge University Press, Cambridge, United Kingdom and New York, NY, US, pp. 33−144. doi:10.1017/9781009157896.002.
6. ↑  Trenberth, Kevin E.; Fasullo, John T.; Mackaro, Jessica (2011). “Atmospheric Moisture Transports from Ocean to Land and Global Energy Flows in Reanalyses”. Journal of Climate 24 (18):  4907–4924. Bibcode: 2011JCli...24.4907T. doi:10.1175/2011JCLI4171.1.  Text was copied from this source, which is available under a Creative Commons Attribution 4.0 International License
7. 1 2 3  Trenberth, Kevin E. (2022). The Changing Flow of Energy Through the Climate System (1 ed.). Cambridge University Press. doi:10.1017/9781108979030. ISBN 978-1-108-97903-0
8. ↑  Brown, Oliver L. I. (August 1951). “The Clausius-Clapeyron equation”. Journal of Chemical Education 28 (8):  428. Bibcode: 1951JChEd..28..428B. doi:10.1021/ed028p428.
9. ↑  “State of the Climate in 2019” (英語). Bulletin of the American Meteorological Society 101 (8):  S1–S429. (2020-08-12). Bibcode: 2020BAMS..101S...1.. doi:10.1175/2020BAMSStateoftheClimate.1. ISSN 0003-0007.
10. ↑  Alley, Richard (2007年2月). “Climate Change 2007: The Physical Science Basis”.   International Panel on Climate Change. 2007年2月3日時点のオリジナルよりアーカイブ。2025年4月15日閲覧。
11. ↑  “NASA Earth Science: Water Cycle”.   NASA. 2021年10月27日閲覧。
12. 1 2  “Water and climate change: understanding the risks and making climate-smart investment decisions”.  Washington, DC:  World Bank. pp. 1–174 (2009年11月1日). 2017年7月6日時点のオリジナルよりアーカイブ。2025年4月15日閲覧。
13. ↑  Durack, P. J.; Wijffels, S. E.; Matear, R. J. (27 April 2012). “Ocean Salinities Reveal Strong Global Water Cycle Intensification During 1950 to 2000”. Science 336 (6080):  455–458. Bibcode: 2012Sci...336..455D. doi:10.1126/science.1212222. OSTI 1107300. PMID 22539717.
14. ↑  Ficklin, Darren L.; Null, Sarah E.; Abatzoglou, John T.; Novick, Kimberly A.; Myers, Daniel T. (9 March 2022). “Hydrological Intensification Will Increase the Complexity of Water Resource Management”. Earth's Future 10 (3):  e2021EF002487. Bibcode: 2022EaFut..1002487F. doi:10.1029/2021EF002487.
15. ↑  Intergovernmental Panel on Climate Change (2023-07-06). Climate Change 2021 – The Physical Science Basis: Working Group I Contribution to the Sixth Assessment Report of the Intergovernmental Panel on Climate Change (1 ed.). Cambridge University Press. doi:10.1017/9781009157896.013. ISBN 978-1-009-15789-6
16. ↑  “ナミビア、干ばつへの対処で野生動物700頭以上駆除へ”.   AFP (2024年9月4日). 2024年9月4日閲覧。
17. ↑  “State of Global Water Resources 2023” (英語). World Meteorological Organization (2024年9月30日). 2024年10月10日閲覧。
18. ↑  “WMO report highlights growing shortfalls and stress in global water resources” (英語). World Meteorological Organization (2024年10月4日). 2024年10月10日閲覧。
19. ↑  “Japan” (英語). G20 Climate Risk Atlas (2021年10月19日). 2023年5月17日閲覧。
20. ↑  “9月の能登豪雨、地球温暖化の影響で雨量15%増 観測史上1位も：朝日新聞デジタル”. 朝日新聞デジタル (2024年12月9日). 2024年12月23日閲覧。
21. ↑  “令和６年９月の石川県能登の大雨に地球温暖化が寄与 －イベント・アトリビューションによる結果－”.   文部科学省. 2024年12月23日閲覧。
22. ↑  Kawano, Tetsuya; Kawamura, Ryuichi (2025). “Impact of unusually high SSTs in the southern part of the Sea of Japan on heavy rainfall that occurred in Noto, Japan, on 21 September 2024”. Sola advpub. doi:10.2151/sola.2025-021.
23. ↑  “暑い夏が続くと思ったら急に冬がやってくる 日本は四季から二季に変わったのか 専門家が語る異常気象 立花義裕教授インタビュー 1 ページ目”. エコトピア (2024年11月6日). 2025年1月17日閲覧。
24. ↑  “温暖化なのに最強寒波「なぜ？」大雪と雪不足が同時に起こる可能性とその理由”. 国際環境NGOグリーンピース (2023年1月24日). 2025年1月17日閲覧。
25. ↑  “暖冬なのに大雪の危険性が増大？ 地球温暖化によって日本の冬はどう変わる？”. ウェザーニュース. 2025年1月17日閲覧。
26. ↑  “【解説】海水温の上昇が引き起こすドカ雪のメカニズム 温暖化でシーズン中の降雪量は減少傾向も「集中豪雪」が増加 ｜FNNプライムオンライン”. FNNプライムオンライン (2025年1月23日). 2025年2月4日閲覧。
27. ↑  “北海道で記録的大雪に 帯広市はたった半日で120センチ 強烈寒波の影響は長期戦へ(気象予報士 日直主任)”. tenki.jp (2025年2月4日). 2025年2月4日閲覧。
28. ↑  “Climate Change 2021 The Physical Science Basis Summary for Policymakers”. 2025年4月15日閲覧。
29. ↑  Weller, Evan; Min, Seung-Ki; Cai, Wenju; Zwiers, Francis W.; Kim, Yeon-Hee; Lee, Donghyun (July 2016). “Human-caused Indo-Pacific warm pool expansion”. Science Advances 2 (7):  e1501719. Bibcode: 2016SciA....2E1719W. doi:10.1126/sciadv.1501719. PMC 4942332. PMID 27419228.
30. ↑  Roxy, M. K.; Dasgupta, Panini; McPhaden, Michael J.; Suematsu, Tamaki; Zhang, Chidong; Kim, Daehyun (November 2019). “Twofold expansion of the Indo-Pacific warm pool warps the MJO life cycle”. Nature 575 (7784):  647–651. Bibcode: 2019Natur.575..647R. doi:10.1038/s41586-019-1764-4. OSTI 1659516. PMID 31776488.
31. 1 2  Trenberth, Kevin E.; Zhang, Yongxin; Gehne, Maria (2017). “Intermittency in Precipitation: Duration, Frequency, Intensity, and Amounts Using Hourly Data”. Journal of Hydrometeorology 18 (5):  1393–1412. Bibcode: 2017JHyMe..18.1393T. doi:10.1175/JHM-D-16-0263.1.
32. ↑  Trenberth, Kevin E.; Zhang, Yongxin (2018). “How Often Does It Really Rain?”. Bulletin of the American Meteorological Society 99 (2):  289–298. Bibcode: 2018BAMS...99..289T. doi:10.1175/BAMS-D-17-0107.1. OSTI 1541808.
33. ↑  Kendon, Elizabeth J.; Stratton, Rachel A.; Tucker, Simon; Marsham, John H.; Berthou, Ségolène; Rowell, David P.; Senior, Catherine A. (2019). “Enhanced future changes in wet and dry extremes over Africa at convection-permitting scale”. Nature Communications 10 (1):  1794. Bibcode: 2019NatCo..10.1794K. doi:10.1038/s41467-019-09776-9. PMC 6478940. PMID 31015416. This article incorporates text available under the CC BY 4.0 license.
34. ↑  Kendon, Elizabeth J.; Stratton, Rachel A.; Tucker, Simon; Marsham, John H.; Berthou, Ségolène; Rowell, David P.; Senior, Catherine A. (2019). “Enhanced future changes in wet and dry extremes over Africa at convection-permitting scale”. Nature Communications 10 (1):  1794. Bibcode: 2019NatCo..10.1794K. doi:10.1038/s41467-019-09776-9. PMC 6478940. PMID 31015416.
35. ↑  “More Extreme Weather in Africa's Future, Study Says”. The Weather Channel. 2022年7月1日閲覧。
36. ↑  Dallan, Eleonora; Marra, Francesco; Fosser, Giorgia; Marani, Marco; Formetta, Giuseppe; Schär, Christoph; Borga, Marco (2023-03-15). “How well does a convection-permitting regional climate model represent the reverse orographic effect of extreme hourly precipitation?” (English). Hydrology and Earth System Sciences 27 (5):  1133–1149. doi:10.5194/hess-27-1133-2023. ISSN 1027-5606.
37. ↑  Fosser, Giorgia; Gaetani, Marco; Kendon, Elizabeth J.; Adinolfi, Marianna; Ban, Nikolina; Belušić, Danijel; Caillaud, Cécile; Careto, João A. M. et al. (2024-02-28). “Convection-permitting climate models offer more certain extreme rainfall projections” (英語). npj Climate and Atmospheric Science 7 (1):  1–10. doi:10.1038/s41612-024-00600-w. ISSN 2397-3722.
38. ↑  Ascott, M. J.; Christelis, V.; Lapworth, D. J.; Macdonald, D. M. J.; Tindimugaya, C.; Iragena, A.; Finney, D.; Fitzpatrick, R. et al. (2023-02-01). “On the application of rainfall projections from a convection-permitting climate model to lumped catchment models”. Journal of Hydrology 617:  129097. doi:10.1016/j.jhydrol.2023.129097. ISSN 0022-1694.
39. ↑  “NOAA Physical Sciences Laboratory”. www.psl.noaa.gov. 2023年7月3日閲覧。
40. ↑  Haldar, Ishita (30 April 2018) (英語). Global Warming: The Causes and Consequences. Readworthy. ISBN 978-81-935345-7-1.  オリジナルの2023-04-16時点におけるアーカイブ。 2022年4月1日閲覧。
41. ↑  Cheng, Lijing; Trenberth, Kevin E.; Gruber, Nicolas; Abraham, John P.; Fasullo, John T.; Li, Guancheng; Mann, Michael E.; Zhao, Xuanming et al. (2020). “Improved Estimates of Changes in Upper Ocean Salinity and the Hydrological Cycle”. Journal of Climate 33 (23):  10357–10381. Bibcode: 2020JCli...3310357C. doi:10.1175/jcli-d-20-0366.1.
42. ↑  Wüst, Georg (1936), Louis, Herbert; Panzer, Wolfgang, eds., “Oberflächensalzgehalt, Verdunstung und Niederschlag auf dem Weltmeere”, Länderkundliche Forschung : Festschrift zur Vollendung des sechzigsten Lebensjahres Norbert Krebs (Stuttgart, Germany: Engelhorn):  pp. 347–359,  オリジナルの2021-06-07時点におけるアーカイブ。 2021年6月7日閲覧。
43. 1 2 3 4 5  “Marine pollution, explained”. National Geographic (2019年8月2日). 2017年6月28日時点のオリジナルよりアーカイブ。2020年4月7日閲覧。
44. ↑  “Why it is so cold in the polar regions « World Ocean Review” (英語). 2023年7月10日閲覧。
45. ↑  Spielhagen, Robert F.; Bauch, Henning A. (2015-11-24). “The role of Arctic Ocean freshwater during the past 200,000 years” (英語). Arktos 1 (1):  18. doi:10.1007/s41063-015-0013-9. ISSN 2364-9461.
46. ↑  Euzen, Agathe (2017). The ocean revealed.. Paris: CNRS ÉDITIONS. ISBN 978-2-271-11907-0
47. ↑  Durack, Paul J.; Wijffels, Susan E. (2010-08-15). “Fifty-Year Trends in Global Ocean Salinities and Their Relationship to Broad-Scale Warming”. Journal of Climate 23 (16):  4342–4362. Bibcode: 2010JCli...23.4342D. doi:10.1175/2010JCLI3377.1.
48. ↑  Bindoff, N.L.; W.W.L. Cheung; J.G. Kairo; J. Arístegui; V.A. Guinder; R. Hallberg; N. Hilmi; N. Jiao et al. (2019). “Changing Ocean, Marine Ecosystems, and Dependent Communities.”. IPCC Special Report on the Ocean and Cryosphere in a Changing Climate [H.-O. Pörtner, D.C. Roberts, V. Masson-Delmotte, P. Zhai, M. Tignor, E. Poloczanska, K. Mintenbeck, A. Alegría, M. Nicolai, A. Okem, J. Petzold, B. Rama, N.M. Weyer (eds.)]. In press.
49. ↑  Cheng, Lijing; Trenberth, Kevin E.; Gruber, Nicolas; Abraham, John P.; Fasullo, John T.; Li, Guancheng; Mann, Michael E.; Zhao, Xuanming et al. (2020). “Improved Estimates of Changes in Upper Ocean Salinity and the Hydrological Cycle”. Journal of Climate 33 (23):  10357–10381. Bibcode: 2020JCli...3310357C. doi:10.1175/jcli-d-20-0366.1.
50. ↑  Zika, Jan D; Skliris, Nikolaos; Blaker, Adam T; Marsh, Robert; Nurser, A J George; Josey, Simon A (2018-07-01). “Improved estimates of water cycle change from ocean salinity: the key role of ocean warming”. Environmental Research Letters 13 (7):  074036. Bibcode: 2018ERL....13g4036Z. doi:10.1088/1748-9326/aace42.
51. ↑  Otosaka, Inès N.; Shepherd, Andrew; Ivins, Erik R.; Schlegel, Nicole-Jeanne; Amory, Charles; van den Broeke, Michiel R.; Horwath, Martin; Joughin, Ian et al. (2023-04-20). “Mass balance of the Greenland and Antarctic ice sheets from 1992 to 2020” (English). Earth System Science Data 15 (4):  1597–1616. Bibcode: 2023ESSD...15.1597O. doi:10.5194/essd-15-1597-2023. hdl:20.500.11820/f8253ecc-6fae-47ed-a142-e6fef2940af1. ISSN 1866-3508.
52. ↑  Syed, T. H.; Famiglietti, J. S.; Chambers, D. P.; Willis, J. K.; Hilburn, K. (2010). “Satellite-based global-ocean mass balance estimates of interannual variability and emerging trends in continental freshwater discharge”. Proceedings of the National Academy of Sciences 107 (42):  17916–17921. Bibcode: 2010PNAS..10717916S. doi:10.1073/pnas.1003292107. PMC 2964215. PMID 20921364.
53. ↑  Gillis, Justin (2012年4月26日). “Study Indicates a Greater Threat of Extreme Weather”. The New York Times.  オリジナルの2012年4月26日時点におけるアーカイブ。 2012年4月27日閲覧。
54. ↑  Vinas, Maria-Jose (2013年6月6日). “NASA's Aquarius Sees Salty Shifts”. NASA.  オリジナルの2017年5月16日時点におけるアーカイブ。 2018年1月15日閲覧。
55. ↑  Williams, Paul D.; Guilyardi, Eric; Sutton, Rowan; Gregory, Jonathan; Madec, Gurvan (2007). “A new feedback on climate change from the hydrological cycle”. Geophysical Research Letters 34 (8):  L08706. Bibcode: 2007GeoRL..34.8706W. doi:10.1029/2007GL029275.
56. ↑  Petersen-Perlman, Jacob D.; Aguilar-Barajas, Ismael; Megdal, Sharon B. (2022-08-01). “Drought and groundwater management: Interconnections, challenges, and policyresponses” (英語). Current Opinion in Environmental Science & Health 28:  100364. Bibcode: 2022COESH..2800364P. doi:10.1016/j.coesh.2022.100364. ISSN 2468-5844.
57. ↑  Caretta, M.A., A. Mukherji, M. Arfanuzzaman, R.A. Betts, A. Gelfan, Y. Hirabayashi, T.K. Lissner, J. Liu, E. Lopez Gunn, R. Morgan, S. Mwanga, and S. Supratid, 2022: Chapter 4: Water. In: Climate Change 2022: Impacts, Adaptation and Vulnerability. Contribution of Working Group II to the Sixth Assessment Report of the Intergovernmental Panel on Climate Change [H.-O. Pörtner, D.C. Roberts, M. Tignor, E.S. Poloczanska, K. Mintenbeck, A. Alegría, M. Craig, S. Langsdorf, S. Löschke, V. Möller, A. Okem, B. Rama (eds.)]. Cambridge University Press, Cambridge, UK and New York, NY, USA, pp. 551–712, doi:10.1017/9781009325844.006.
58. ↑  Harvey, Chelsea. “Glaciers May Melt Even Faster Than Expected, Study Finds” (英語). Scientific American. 2023年7月11日閲覧。
59. ↑  Grey, David; Sadoff, Claudia W. (2007-12-01). “Sink or Swim? Water security for growth and development” (英語). Water Policy 9 (6):  545–571. doi:10.2166/wp.2007.021. hdl:11059/14247. ISSN 1366-7017.
60. ↑  Sadoff, Claudia; Grey, David; Borgomeo, Edoardo (2020). “Water Security”. Oxford Research Encyclopedia of Environmental Science. doi:10.1093/acrefore/9780199389414.013.609. ISBN 978-0-19-938941-4
61. ↑  UN-Water (2013) Water Security & the Global Water Agenda - A UN-Water Analytical Brief, ISBN 978-92-808-6038-2, United Nations University
62. 1 2 3  Douville, H., K. Raghavan, J. Renwick, R.P. Allan, P.A. Arias, M. Barlow, R. Cerezo-Mota, A. Cherchi, T.Y. Gan, J. Gergis, D. Jiang, A. Khan, W. Pokam Mba, D. Rosenfeld, J. Tierney, and O. Zolina, 2021: Chapter 8: Water Cycle Changes. In Climate Change 2021: The Physical Science Basis. Contribution of Working Group I to the Sixth Assessment Report of the Intergovernmental Panel on Climate Change [Masson-Delmotte, V., P. Zhai, A. Pirani, S.L. Connors, C. Péan, S. Berger, N. Caud, Y. Chen, L. Goldfarb, M.I. Gomis, M. Huang, K. Leitzell, E. Lonnoy, J.B.R. Matthews, T.K. Maycock, T. Waterfield, O. Yelekçi, R. Yu, and B. Zhou (eds.)]. Cambridge University Press, Cambridge, United Kingdom and New York, NY, US, pp. 1055–1210, doi:10.1017/9781009157896.010
63. 1 2  United Nations (2022) The United Nations World Water Development Report 2022: Groundwater: Making the invisible visible. UNESCO, Paris  Text was copied from this source, which is available under a Creative Commons Attribution 3.0 International License
64. 1 2  Douville, H.; Raghavan, K.; Renwick, J.; Allan, R.P.; Arias, P.A.; Barlow, M.; Cerezo-Mota, R.; Cherchi, A. et al. (2021). “8 Water Cycle Changes”. In Masson-Delmotte, V.; Zhai, P.; Pirani, A. et al.. Climate Change 2021: The Physical Science Basis. Contribution of Working Group I to the Sixth Assessment Report of the Intergovernmental Panel on Climate Change. Cambridge University Press. pp. 1055–1210. doi:10.1017/9781009157896.010. ISBN 978-1-009-15789-6
65. 1 2 3  Caretta, M.A.; Mukherji, A.; Arfanuzzaman, M.; Betts, R.A.; Gelfan, A.; Hirabayashi, Y.; Lissner, T.K.; Liu, J. et al. (2022). “4. Water”. In Pörtner, H.-O.; Roberts, D.C.; Tignor, M. et al.. Climate Change 2022: Impacts, Adaptation and Vulnerability. Contribution of Working Group II to the Sixth Assessment Report of the Intergovernmental Panel on Climate Change. Cambridge University Press. pp. 551–712. doi:10.1017/9781009325844.006. ISBN 978-1-009-32584-4
66. ↑  IAH (2019年). “Climate-Change Adaptation & Groundwater”. 2025年4月15日閲覧。
67. ↑  “Hot issues: Water scarcity”. FAO. 2012年10月25日時点のオリジナルよりアーカイブ。2013年8月27日閲覧。
68. ↑  “Water and Climate Change: Understanding the Risks and Making Climate-Smart Investment Decisions”. World Bank. pp. 21–24 (2009年). 2012年4月7日時点のオリジナルよりアーカイブ。2011年10月24日閲覧。
69. ↑  Cook, Benjamin I.; Mankin, Justin S.; Anchukaitis, Kevin J. (2018-05-12). “Climate Change and Drought: From Past to Future”. Current Climate Change Reports 4 (2):  164–179. Bibcode: 2018CCCR....4..164C. doi:10.1007/s40641-018-0093-2. ISSN 2198-6061.
70. 1 2 3 4  Douville, H., K. Raghavan, J. Renwick, R.P. Allan, P.A. Arias, M. Barlow, R. Cerezo-Mota, A. Cherchi, T.Y. Gan, J. Gergis, D. Jiang, A. Khan, W. Pokam Mba, D. Rosenfeld, J. Tierney, and O. Zolina, 2021: Chapter 8: Water Cycle Changes. In Climate Change 2021: The Physical Science Basis. Contribution of Working Group I to the Sixth Assessment Report of the Intergovernmental Panel on Climate Change [Masson-Delmotte, V., P. Zhai, A. Pirani, S.L. Connors, C. Péan, S. Berger, N. Caud, Y. Chen, L. Goldfarb, M.I. Gomis, M. Huang, K. Leitzell, E. Lonnoy, J.B.R. Matthews, T.K. Maycock, T. Waterfield, O. Yelekçi, R. Yu, and B. Zhou (eds.)]. Cambridge University Press, Cambridge, United Kingdom and New York, NY, US, pp. 1055–1210, doi:10.1017/9781009157896.010
71. ↑  “Scientists confirm global floods and droughts worsened by climate change” (英語). PBS NewsHour (2023年3月13日). 2023年5月1日閲覧。
72. ↑  Daniel Tsegai, Miriam Medel, Patrick Augenstein, Zhuojing Huang (2022) Drought in Numbers 2022 - restoration for readiness and resilience, United Nations Convention to Combat Desertification (UNCCD)
73. 1 2 3  Burrell, A. L.; Evans, J. P.; De Kauwe, M. G. (2020). “Anthropogenic climate change has driven over 5 million km2 of drylands towards desertification” (英語). Nature Communications 11 (1):  3853. doi:10.1038/s41467-020-17710-7. ISSN 2041-1723. PMC 7395722. PMID 32737311.  Text was copied from this source, which is available under a Creative Commons Attribution 4.0 International License
74. ↑  “Explainer: Desertification and the role of climate change” (英語). Carbon Brief (2019年8月6日). 2022年2月10日時点のオリジナルよりアーカイブ。2019年10月22日閲覧。